# Тамс (Илиноис)
Тамс (енгл. Tamms) град је у америчкој савезној држави Илиноис.

## Демографија
По попису из 2010. године број становника је 632, што је 92 (-12,7%) становника мање него 2000. године.
| Група             | 2000.       | 2010.       |
| Белци             | 530 (73,2%) | 459 (72,6%) |
| Афроамериканци    | 171 (23,6%) | 149 (23,6%) |
| Азијати           | 1 (0,1%)    | 1 (0,2%)    |
| Хиспаноамериканци | 12 (1,7%)   | 4 (0,6%)    |
| Укупно            | 724         | 632         |